# Sophie Narr

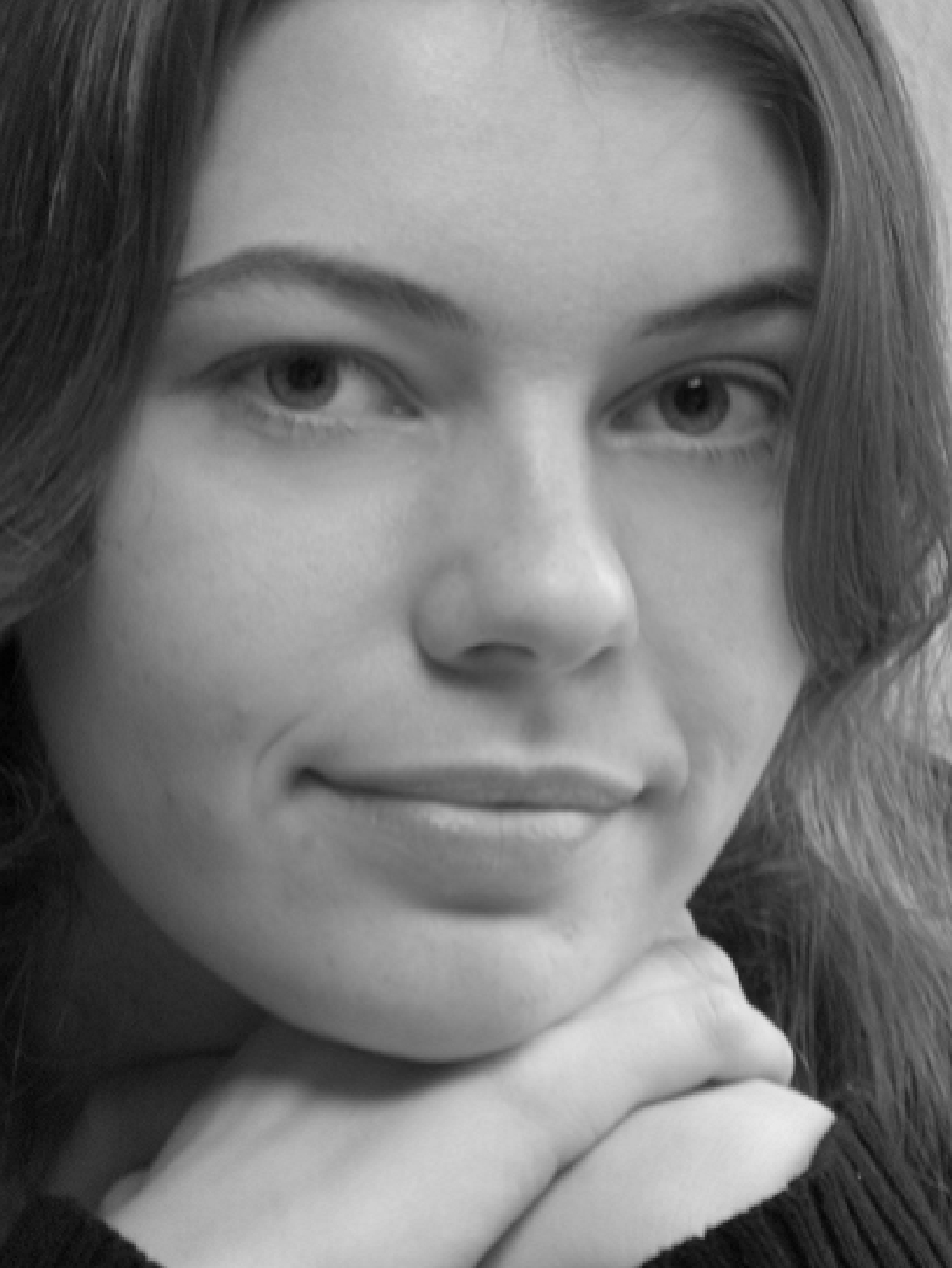
Sophie Narr

Sophie Narr (* 1980 in Berlin) ist eine deutsche Filmregisseurin und Drehbuchautorin.

## Leben
Sophie Narr (* 1980) wuchs in Berlin auf. Nach dem Abitur erlernte sie den Beruf der Film- und Videoeditorin und arbeitete für verschiedene Fernsehproduktionen. 2002 studierte sie an der Australian Film Television and Radio School in Sydney, bevor sie 2003 ihr Drehbuch/Dramaturgie-Studium an der Hochschule für Film und Fernsehen Potsdam begann. Sophie Narr wurde der Hans W. Geissendörfer Nachwuchspreis 2007 für den Film Platz im Schatten verliehen. Der Die Das ist ihr Abschlussfilm. Im Jahr 2009 ist Sophie Narr Stipendiatin der Akademie der Künste (Berlin) in der Sektion Film- und Videokunst.

## Werk
- 2006: hydrophil, Kurzfilm, 12 Min. (Drehbuch: Sophie Narr, Mia Grau, Regie: Mia Grau)
- 2007: Platz im Schatten (In the Shade), Kurzspielfilm, 15 Min. (Buch und Regie: Sophie Narr)
- 2008: Ich ist ein anderer – Fünf Variationen über ein Thema, Hörspiel, 50 Min. (Drehbuch: Sophie Narr, Paulina Bochenska, Florian Hawemann, Karolin Killig, Heiko Martens, Johannes Scherzer, Ulli Scuda, Antje Volkmann, Daniel Wild, Kai Theißen, Regie: Alfred Behrens)
- 2008: Der Die Das (The Amount of Small Things), Dokumentarfilm, 92 Min. (Regie und Montage: Sophie Narr)
- 2009: Es sind noch Berge draußen, Dokumentarfilm, 50 Min. (Dramaturgie: Sophie Narr, Regie: Janina Herhoffer)
- 2012: „Über Leben“ Kurzfilm

## Belege
- Pressemitteilung der Hochschule für Film und Fernsehen Konrad Wolf zur Verleihung des Hans W. Geißendörfer-Nachwuchspreises 2007 an Sophie Narr für Platz im Schatten sowie biografische Informationen.
- Filmographie auf der Seite zu Der Die Das.
- Information zu Ich ist ein anderer - Fünf Variationen über ein Thema auf der Seite der Hochschule für Film und Fernsehen Konrad Wolf.
- Sophie Narr auf der Seite der Akademie der Künste (Berlin)

| Personendaten    | Personendaten                                |
| ---------------- | -------------------------------------------- |
| NAME             | Narr, Sophie                                 |
| KURZBESCHREIBUNG | deutsche Filmregisseurin und Drehbuchautorin |
| GEBURTSDATUM     | 1980                                         |
| GEBURTSORT       | Berlin                                       |